# Дейли Телеграф
„Дейли Телеграф“ (на английски: The Daily Telegraph), известен онлайн и другаде само като „Телеграф“ (на английски: The Telegraph), е национален британски ежедневник, публикуван в Лондон от Telegraph Media Group и разпространяван в Обединеното кралство и в международен план. Основан е от Артър Б. Слей през 1855 г. като The Daily Telegraph & Courier.
„Дейли Телеграф“ е описван като „едно от най-големите заглавия в света“. Мотото на вестника „Беше, е и ще бъде“ се появява на редакционните страници и присъства във всяко издание на вестника от 19 април 1858 г. Вестникът има тираж от 363 183 през декември 2018 г., намалявайки още повече, докато през 2019 г. се оттегля от одитите на тиражите на вестниците, след като тиражът му спада с почти 80% спрямо 1980 г. (от 1,4 милиона). Неговият дъщерен вестник, „Съндей Телеграф“, който стартира през 1961 г., има тираж от 281 025 към декември 2018 г. Двата вестника се управляват отделно, с различен редакционен състав, но взаимно използват историите си.
„Дейли Телеграф“ е политически консервативна медия и подкрепя Консервативната партия.
„Дейли Телеграф“ добива популяност с първото публикуване на редица ключови новини и разследвания, включително отразяването на избухването на Втората световна война от репортерката новобранец Клеър Холингуърт, описана като „новината на века“, скандалът с разходите на депутатите от 2009 г. – което води до оставки на редица високопоставени политически личности във Великобритания и носи на медията званието „Британски вестник на годината за 2009 г.“, разследването под прикритие на английския футболен мениджър Сам Алърдайспрез 2016 г.  и досиетата от карантината през 2023 г.

## Редактори
| Име              | Години на длъжността |
| ---------------- | -------------------- |
| Торнтън Лий Хънт | 1855 до 1873 г.      |
| Едуин Арнолд     | 1873 до 1888 г.      |
| Джон ле Сейдж    | 1888 до 1923 г.      |
| Фред Милър       | 1923 до 1924 г.      |
| Артър Уотсън     | 1924 до 1950 г.      |
| Колин Кут        | 1950 до 1964 г.      |
| Морис Грийн      | 1964 до 1974 г.      |
| Бил Дийдс        | 1974 до 1986 г.      |
| Макс Хейстингс   | 1986 до 1995 г.      |
| Чарлз Мур        | 1995 до 2003 г.      |
| Мартин Нюланд    | 2003 до 2005 г.      |
| Джон Брайънт     | 2005 до 2007 г.      |
| Уилям Луис       | 2007 до 2009 г.      |
| Тони Галахър     | 2009 до 2013 г.      |
| Джейсън Сейкен   | 2013 до 2014 г.      |
| Крис Еванс       | 2014 до днес         |